# Vitry-lès-Nogent
Vitry-lès-Nogent település Franciaországban, Haute-Marne megyében. Lakosainak száma 217 fő (2022. január 1.). Vitry-lès-Nogent Dampierre, Nogent, Poinson-lès-Nogent, Rolampont és Thivet községekkel határos.

## Népesség
A település népessége az elmúlt években az alábbi módon változott:
| Lakosok száma | 171  | 131  | 124  | 165  | 178  | 174  | 186  | 204  | 210  | 217  |
|               | 1968 | 1982 | 1990 | 2006 | 2013 | 2015 | 2017 | 2019 | 2020 | 2022 |